# Нюма Андуар
Нюма Андуар (фр. Numa Andoire; 19 березня 1908, Курсегуль, Франція — 2 січня 1994, Антіб, Франція) — французький футболіст, що грав на позиції захисника. По завершенні ігрової кар'єри — тренер.
Виступав, зокрема, за клуб «Ред Стар».
Дворазовий чемпіон Франції (як тренер). Володар Кубка Франції (як тренер).

## Клубна кар'єра
У футболі дебютував за команду «Антіб».
Протягом 1932—1933 років захищав кольори клубу «Ніцца».
Своєю грою за останню команду привернув увагу представників тренерського штабу клубу «Ред Стар», до складу якого приєднався 1933 року. Відіграв за паризьку команду наступні три сезони своєї ігрової кар'єри.
Згодом з 1936 по 1941 рік грав за «Канн», «Нансі» та «Тулузу».
Завершив професійну ігрову кар'єру у клубі «Антіб», у складі якого вже виступав раніше. Прийшов до команди 1945 року, захищав її кольори до припинення виступів на професійному рівні у 1946.

## Виступи за збірну
Притягувався до складу збірної Франції для участі в чемпіонату світу 1930 року в Уругваї, але жодного матчу на турнірі не зіграв.

## Кар'єра тренера
Розпочав тренерську кар'єру, ще продовжуючи грати на полі, 1945 року, очоливши тренерський штаб клубу «Антіб».
1951 року став головним тренером команди «Ніцца», тренував команду з Ніцци один рік. Через десять років повернувся в «Ніццу» і тренував її з 1962 по 1964 рік.
Помер 2 січня 1994 року на 86-му році життя у місті Антіб.

## Титули і досягнення

### Як тренера
- Чемпіон Франції (2):

«Ніцца»: 1950-1951, 1951-1952
- Володар Кубка Франції (1):

«Ніцца»: 1951-1952